# Последняя ночь Афин (пьеса)
Последняя ночь Афин (известна также под названием «Остров Афродиты» греч. Το νησί της Αφροδίτης) — пьеса греческого писателя Алексиса Парниса.
Пьеса была впервые поставлена в Малом театре в 1960 году, режиссёр В. Г. Комиссаржевский.
Постановке пьесы способствовал писатель Борис Полевой. Первоначально сам Парнис предложил эту пьесу в несколько театров, но везде получил отказ, по всей видимости причиной отказа было исключение Парниса из рядов греческой коммунистической партии. Тогда Полевой послал пьесу со своим сопроводительным письмом Софье Гиацинтовой, являвшейся членом художественного совета драматического театра им. К. С. Станиславского. Но Софья Владимировна заболела и это помешало ей вынести пьесу на худсовет в театре. Однако она свела Парниса и режиссёра Виктора Комиссаржевского, тот как раз искал пьесу, в которой могла бы играть выдающаяся актриса Малого театра Вера Пашенная. Виктор Григорьевич дал прочитать пьесу Пашенной, и та решила, что роль пожилой греческой матери именно для неё. Поскольку она была осведомлена о причинах отказа в постановке пьесы в других театрах, Вера Николаевна решила позвонить Никите Сергеевичу Хрущёву, с семьёй которого была дружна. Поскольку вопрос был решён на самом высоком уровне, Виктор Комиссаржевский приступил к постановке. В сентябре 1960 года пьеса была опубликована в журнале «Новый Мир». В первом полугодии 1961 года пьесу играли уже в 171 театре по всему Советскому Союзу, а в конце года в 181 театре.
В 1963 году пьеса была поставлена в Национальном театре Северной Греции.